# Ceres Aerodrome
Ceres Aerodrome är en flygplats i Argentina. Den ligger i den centrala delen av landet, 600 km nordväst om huvudstaden Buenos Aires. Ceres Aerodrome ligger 87 meter över havet.
Terrängen runt Ceres Aerodrome är mycket platt. Närmaste större samhälle är Ceres, 0,54 km nordost om Ceres Aerodrome.
Trakten runt Ceres Aerodrome består till största delen av jordbruksmark. Runt Ceres Aerodrome är det mycket glesbefolkat, med 4 invånare per kvadratkilometer.